# William & Catherine: A Royal Romance
William & Catherine: A Royal Romance es una película para televisión de Estados Unidos sobre el romance de Guillermo de Cambridge y Catherine Middleton, y la boda real.

## Sinopsis
La película se basa en la historia de Guillermo de Cambridge y Catherine Middleton. En la misma se muestra la vida de Guillermo de Cambridge, como conoció a Catherine Middleton en la Universidad de Saint Andrews, además del romance que ambos mantuvieron, la ruptura del mismo y el compromiso.

## Argumento
La película comienza cuando en 2001, William observa el video de una entrevista a su madre Diana Spencer. Luego se lo puede observar asistiendo, una semana después que el resto de sus compañeros, a la Universidad de Saint Andrews en Fife, Escocia.
En uno de los pasillos se encuentra con Catherine Middleton, ella se presenta como "Kate" Middleton y su asistente la ayuda a llevar sus pertenencias a su habitación en donde ella tiene una fotografía de él.
Guillermo cursa la carrera de Historia del Arte al igual que sus amigos Duncan y Cynthia; él no pudo tomar nota de lo tratado en una de las cátedras y Cynthia se los pide a Kate, quien se encontraba en otra mesa, el la saluda.
Guillermo se duerme en una de las clases y Catherine le arroja un papel, el le agradece y comienzan una relación de amistad junto a Duncan. 
William y su hermano Harry asisten a un desfile benéfico de la Universidad en donde desfilan Duncan y Catherine, ellos no lo sabían. Luego se encuentran en un bar.
En 2002, cuando comienzan las clases nuevamente, Guillermo, Duncan y su novia y Catherine viven juntos en un departamento. Allí tienen la posibilidad de conocerse.
Ambos mantienen un romance.
La familia real y Guillermo realizan en una fiesta y él se encuentra con una expareja.
En 2006 se gradúan con una maestría en Historia del Arte, a la graduación asisten su padre Carlos de Gales y Camila de Cornualles, y los padres de Kate Michael Francis Middleton y Carole Elizabeth Goldsmith, estos los invitan a una cena.
Guillermo comienza con su carrera militar y se aleja de Fife. Un día regresa asisten a una fiesta y una joven se le acerca para bailar con él, Kate se molesta y se retira del lugar pero son interceptados nuevamente por paparazzis. Ese situación marca la ruptura de la pareja.
Enrique y Guillermo, ahora soltero, aprovechan sus momentos libres juntos. Ambos regresan alcoholizados por la mañana de una fiesta en donde se encuentran con su padre y Camila, quien se encontraba pintando. Guillermo le reprocha a su padre su relación con su madre.
Kate y su amiga asisten a una fiesta de la Universidad y allí se encontraba Guillermo, se reencuentran y se besan. Ambos deciden realizar un viaje, son fotografiados por paparazzis. El invita a su pareja a conocer a su abuela, ya que había conocido personalmente a su padre en la graduación, ambas hablan mientras Guillermo y Carlos dan un paseo.
El observa, mientras toma el anillo de su madre, la grabación de la entrevista que le realizan a ella donde dice "si encuentras el amor de tu vida debes aferrarte a él, cuidarlo". La pareja hace un viaje a África y se comprometen.

## Reparto
| Actor            | Papel                      | Notas |
| ---------------- | -------------------------- | ----- |
| Jane Alexander   | Isabel II del Reino Unido  |       |
| Victor Garber    | Carlos de Gales            |       |
| Jean Smart       | Camila de Cornualles       |       |
| Lesley Harcourt  | Diana de Gales             |       |
| Dan Amboyer      | Guillermo de Cambridge     |       |
| Alice St Clair   | Kate Middleton             |       |
| Stanley Eldridge | Enrique de Gales           |       |
| Sebastian Beacon | Duncan                     |       |
| Jenna Harrison   | Jenna Kirk                 |       |
| Mark Penfold     | Felipe de Edimburgo        |       |
| Kazia Pelka      | Carole Elizabeth Goldsmith |       |
| Michael Lumsden  | Michael Francis Middleton  |       |

## Rodaje
A pesar de que los hechos hayan sucedido en Fife, Escocia; la película fue filmada en Bucarest, Rumania.
El diario “Romania Libera” informó que el rodaje comenzaría en mayo y que la directora sería Linda Yellen, directora de la película de 1982 "The royal romance of Charles and Diana". A fines de ese mes se sabía que sería estrenada el 27 de agosto por Hallmark Channel.
La revista Hollywood Reporter afirmaba: "...será una producción original que narrará de manera cronológica la relación de los jóvenes."
Por otro lado la agencia de prensa EFE confirmaba:

“El filme abordará desde el primer encuentro de la pareja; repasará el servicio militar de Guillermo, la separación de los dos jóvenes, su reconciliación y los preparativos para la boda”.

La agencia AP, la cual tuvo acceso exclusivo a la zona donde se realizaba el rodaje del filme informaba:

“Aunque la cinta se basa en hechos reales y en palabras que Guillermo y Catalina se dijeron en la vida real, también hay diálogos que la directora escribió y situaciones que ella imaginó”. "...es más que una película romántica; también es una historia psicológica de los recuerdos de la madre del príncipe de Inglaterra, la princesa Diana, y su legado".

La película que había comenzado con los rodajes a principios de mayo, ya tenía una competencia por parte de Revolver Entertainment quienes el 25 de abril lanzaron "William y Kate" protagonizada por Nico Evers-Swindell y Camilla Luddington.

## Estrenos
| Fecha                   | País           | Título                                           | Canal            | Ref.  |
| ----------------------- | -------------- | ------------------------------------------------ | ---------------- | ----- |
| 27 de agosto de 2011    | Estados Unidos | William & Catherine: A Royal Romance             | Hallmark Channel | [ 4 ] |
| 04 de noviembre de 2011 | Latinoamérica  | William & Kate William & Kate: una historia real | Studio Universal | [ 5 ] |